# Личфилд (Мичиген)
Личфилд (Мичиген) (енгл. Litchfield) град је у америчкој савезној држави Мичиген. По попису становништва из 2010. у њему је живело 1.369 становника.

## Демографија
Према попису становништва из 2010. у граду је живело 1.369 становника, што је 89 (6,1%) становника мање него 2000. године.
| Група             | 2000.         | 2010.         |
| Белци             | 1.420 (97,4%) | 1.303 (95,2%) |
| Афроамериканци    | 3 (0,2%)      | 4 (0,3%)      |
| Азијати           | 1 (0,1%)      | 2 (0,1%)      |
| Хиспаноамериканци | 29 (2,0%)     | 40 (2,9%)     |
| Укупно            | 1.458         | 1.369         |